# Insomnia (film fra 2002)
 For alternative betydninger, se Insomnia. (Se også artikler, som begynder med Insomnia)
Insomnia er en amerikansk thriller fra 2002 med Al Pacino, Hilary Swank og Robin Williams i store roller. Filmen er instrueret af Christopher Nolan. Filmen er en genindspilning af den norske film af samme navn fra 1997.

## Handling
De to politimænd Will og Hap bliver sendt fra Los Angeles til en lille fiskerby i Alaska for at opklare et uhyggeligt mord på en pige. Hjemme i L.A. er der en undersøgelse i gang imod dem fra interne affærer, og de håber på, at turen til Alaska kan være et pusterum for dem. Men opgaven bliver alt andet end nem, for Will lider af søvnløshed og dårlig samvittighed. Og da de lægger en fælde for morderen, går tingene helt galt. Morderen viser sig at være meget udspekuleret – og da midnatssolen samtidig gør det umuligt for Will at sove, bliver han drevet længere og længere ud i noget, der ligner et ondt og grusomt mareridt.